# Kiloutou
Kiloutou — французька компанія, що спеціалізується на оренді обладнання, створена в 1980 році Френкі Мюльє, сином Френсіса Мюльє, директора групи Auchan. Сьогодні це друга за величиною група з оренди обладнання у Франції, представлена в секторах будівництва, громадських робіт і заходів. Kiloutou пропонує свої послуги професіоналам і приватним особам. Її головний офіс розташований у Вільнев-д'Аск на півночі Франції. Однак відділ продажів і маркетингу компанії знаходиться в Тьє в Паризькому регіоні. У період з 2005 по 2017 роки компанія кілька разів переходила з рук в руки, а потім приступила до різних придбань.

## Історія
У 1980-х роках, після поїздки до Сполучених Штатів, Френкі Мюльє зрозумів, що за Атлантикою сектор оренди процвітає, але це не так у Франції. 19 травня 1980 року він вирішив створити компанію Kiloutou.

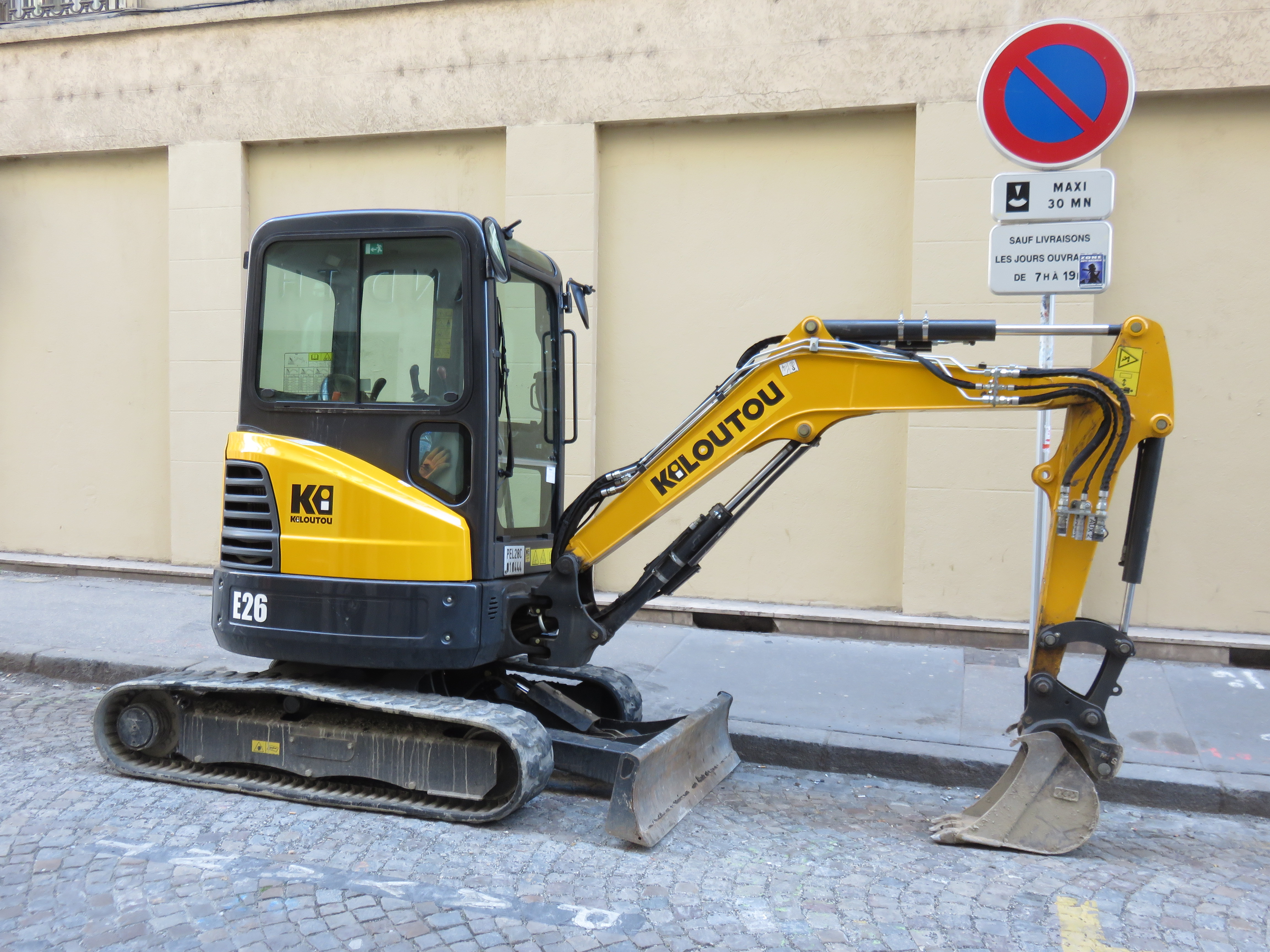
Міні-екскаватор Bobcat E26 орендований Kiloutou, у 2-му окрузі Ліона.

Група Sagard Private Equity інвестувала більшість у компанію Kiloutou у 2005. П'ять років потому Kiloutou придбала Élévation Mediac'up Atlantique. Sagard Private Equity продала Kiloutou французькому інвестору PAI Partners у 2011 році за 535 мільйонів євро. Того ж року Kiloutou придбала компанію з оренди мотогондол AltéAd, що представляє значний парк обладнання. Цей обсяг включає три компанії: Sime (Шампань та Бургундія), Gai Matelot Location (розміщення Бретань) і діяльність групи Revel (Sud) з виробництва гондол. Kiloutou купує BM Location, компанію з оренди обладнання групи Monnoyeur, гравця в оренді землерийної та ущільнювальної техніки, зокрема в секторі громадських робіт у Франції та Польщі. Kiloutou купує Top'Loc, лідера з оренди обладнання в регіоні Ліон, який спеціалізується на оренді обладнання для організації заходів та оренді мобільних санітарних вузлів (Top'Loc Sanit’). У вересні того ж року Kiloutou запустили онлайн-ринок через Інтернет. Наступного року Kiloutou продовжила свої придбання, придбавши компанію Starlift, яка спеціалізується на послугах оренди підйомного обладнання, присутня у східній Франції та Люксембурзі. Також придбала компанію Urbaparc, яка має представництва в Іль-де-Франс, а також парк із майже 1500 машин.